# Eublemma plumbosa
Eublemma plumbosa är en fjärilsart som beskrevs av William Lucas Distant 1899. Eublemma plumbosa ingår i släktet Eublemma och familjen nattflyn. Inga underarter finns listade i Catalogue of Life.